# Нєгошево
Нєгошево (серб. Његошево) — село в Сербії, належить до общини Бачка-Топола Північно-Бацького округу в багатоетнічному, автономному краю Воєводина.

## Населення
Населення села становить 635 осіб (2002, перепис), з них:
- серби — 540 — 85,44%;
- мадяри — 58 — 9,17%;
- бунєвці — 20 — 3,16%;

Решту жителів  — з різних етносів, зокрема: хорвати, бунєвці, чорногорці.